# Ypeij
Ypeij is de naam van een Fries patriciërsgeslacht. De familie Ypeij telde onder anderen ambtenaren, politici, hoogleraren en rechters. De geschiedenis van de familie is deels beschreven door Goffe Jensma in het boek "Tot aandenken aan mijne moeder"..
De familie bezat de buitenplaats Toutenburg gelegen in het bos van Ypeij te Tietjerk, welke momenteel een openbaar park is en wordt beheerd door de stichting 'Op Toutenberg'. 

## Bekende Ypeij-telgen
- Annaeus Ypeij (1760-1837), was een Nederlands predikant, kerkhistoricus en hoogleraar
- Adolph Ypeij (1805 - 1875), rechtsgeleerde en Tweede Kamerlid
- Suffridus Ernst Ypeij (1858-1916), burgemeester van Sliedrecht